# Peressaare
Koordinaten: 59° 6′ N, 26° 49′ O

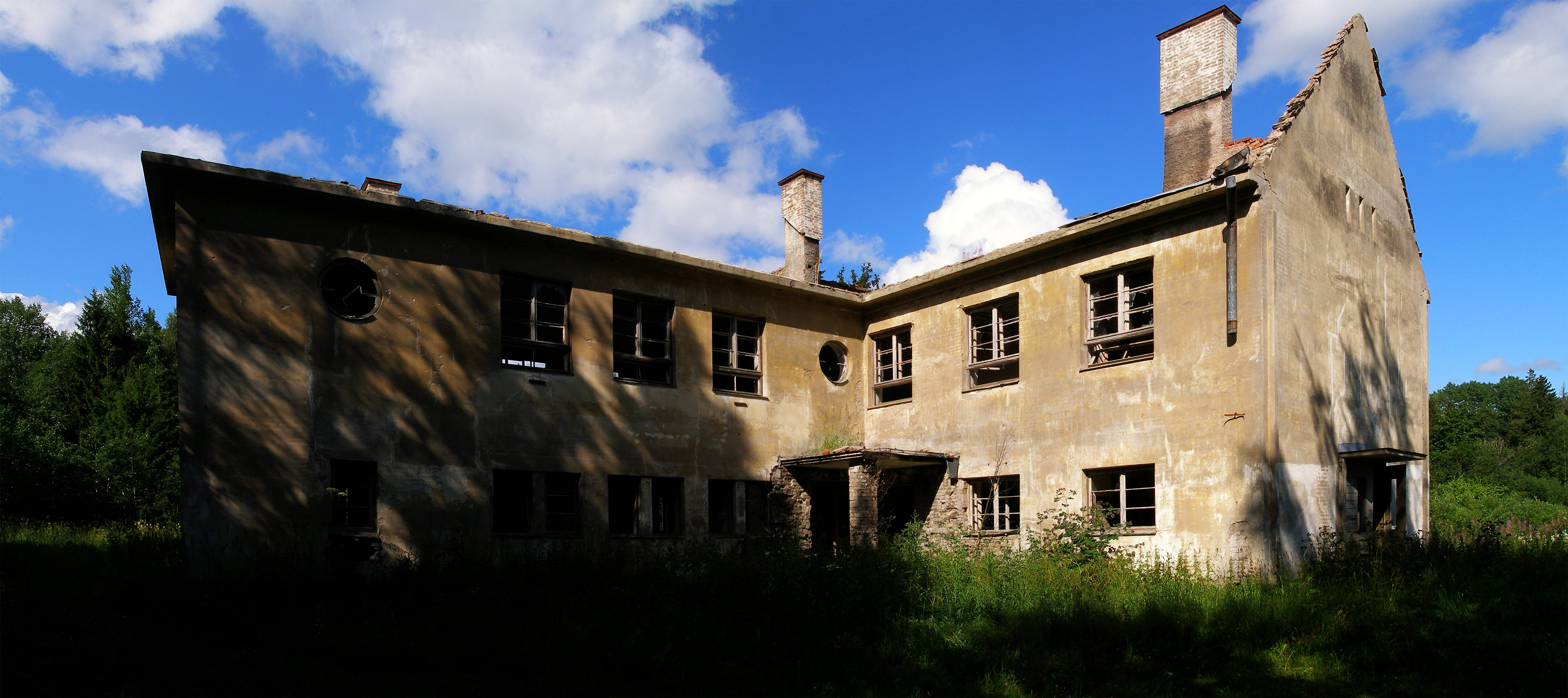
Ehemaliges Schulgebäude von Peressaare aus den 1930er Jahren (Aufnahme von 2009)

Peressaare ist ein Dorf (estnisch küla) in der Landgemeinde Alutaguse (bis 2017 Tudulinna). Es liegt im Kreis Ida-Viru (Ost-Wierland) im Nordosten Estlands.

## Beschreibung und Geschichte
Das Dorf hat heute nur noch 5 Einwohner (Stand 1. Januar 2011).
Vor den 1930er Jahren bestand der Ort nur aus drei Gehöften.

## Neusiedlerhöfe
Zwischen 1933 und 1937 errichtete das estnische Landwirtschaftsministerium in Peressaare auf einer Fläche von siebzehn Quadratkilometern etwa 130 Neusiedlerhöfe, deren landwirtschaftliche Fläche zwischen zwölf und zwanzig Hektar betrug. Die Wohn- und Speichergebäude ließ der Staat als Typenprojekt durch die Architektin Erika Nõva entwickeln. Das Projekt stand unter der Schirmherrschaft des estnischen Staats- und Regierungschefs Konstantin Päts.
Die 1926 in Betrieb genommene knapp 63 Kilometer lange Schmalspurbahn zwischen Mustvee und Sonda sollte das wirtschaftliche Rückgrat der Agrarentwicklung der Gegend werden.
Das Ansiedlungsprojekt scheiterte mit der sowjetischen Besetzung Estlands 1940 und der Kollektivierung der Landwirtschaft.
Heute gleicht der Ort einer Geisterstadt. Die meisten Neusiedlerhöfe sind verwaist oder wurden abgerissen.